# Gakuto Notsuda
Gakuto Notsuda (japanisch 野津田 岳人 Notsuda Gakuto; * 6. Juni 1994 in Hiroshima) ist ein japanischer Fußballspieler.

## Karriere
Notsuda erlernte das Fußballspielen in der Jugendmannschaft von Sanfrecce Hiroshima. Seinen ersten Vertrag unterschrieb er 201 bei Sanfrecce Hiroshima. Der Verein spielte in der höchsten Liga des Landes, der J1 League. Mit dem Verein wurde er 2012, 2013 und 2015 japanischer Meister. Für Sanfrecce absolvierte er 62 Erstligaspiele. Im März 2016 wurde er an den Ligakonkurrenten Albirex Niigata nach Niigata ausgeliehen. Für Albirex stand er 18-mal auf dem Spielfeld. 2017 wurde er an den Ligakonkurrenten Shimizu S-Pulse ausgeliehen. Für den Verein absolvierte er 11 Erstligaspiele. Im August 2017 wurde er an den Ligakonkurrenten Vegalta Sendai ausgeliehen. Für den Verein absolvierte er 35 Erstligaspiele. 2019 kehrte er zu Sanfrecce zurück. Anfang 2021 lieh ihn der Zweitligist Ventforet Kofu aus Kōfu aus. Für den Verein stand er 41-mal in der zweiten Liga auf dem Spielfeld. Nach der Ausleihe kehrte er Ende Januar 2022 zu Sanfrecce zurück. Am 22. Oktober 2022 stand er mit Hiroshima im Endspiel des Japanischen Ligapokals. Hier besiegte man Cerezo Osaka mit 2:1. Nach insgesamt 152 Ligaspielen für Hiroshima wechselte er im Sommer 2024 zum thailändischen Erstligisten BG Pathum United FC.

## Erfolge
Sanfrecce Hiroshima
- Japanischer Meister: 2012, 2013, 2015
- Japanischer Ligapokalsieger: 2022
- Japanischer Supercupsieger: 2014

Vegalta Sendai
- Kaiserpokal: 2018 (Finalist)